# IPad Pro (7e génération)
L' iPad Pro de 7e génération, commercialisé sous le nom d' iPad Pro (M4), est une                      tablettes iPad développée et commercialisée par Apple Inc. Il est annoncé lors d'un événement d'Apple le 7 mai 2024.
Il est sorti le 15 mai 2024, et est le premier appareil d'Apple à utiliser la puce M4, ainsi qu'un module d'affichage basé sur OLED. La version 13 pouces est l'appareil le plus fin d'Apple, les deux modèles surpassant l' iPod Nano de 7e génération.

## Caractéristiques

### Matériel
Les modèles iPad Pro de 7e génération sont équipés du SoC Apple M4. Les couleurs de l'iPad Pro sont disponibles en argent et dans un nouveau Space Black, qui est une version plus foncée du Space Grey, similaire au MacBook Pro M3. L'appareil est livré avec un écran OLED Tandem pour les modèles 11 et 13 pouces. Le modèle de base dispose de 256 Go de stockage et offre une capacité de stockage supplémentaire de 512 Go, 1 To et 2 To. Les deux modèles ont une luminosité plein écran de 1000 nits pour le contenu XDR (avec 1600 nits pour le contenu HDR). Il offre 8 Go de RAM pour les 256 et 512 Go et est livré avec un processeur à 9 cœurs avec 3 cœurs de performance et 6 cœurs d'efficacité et un GPU à 10 cœurs. Les iPad Pro avec 1 et 2 To sont livrés avec un processeur à 10 cœurs avec 4 cœurs de performance et 6 cœurs d'efficacité ainsi que 16 Go de RAM, la possibilité d'ajouter un écran à nano-texture et de visualiser l'écran dans des conditions de lumière ambiante réduisant ainsi l'éblouissement.

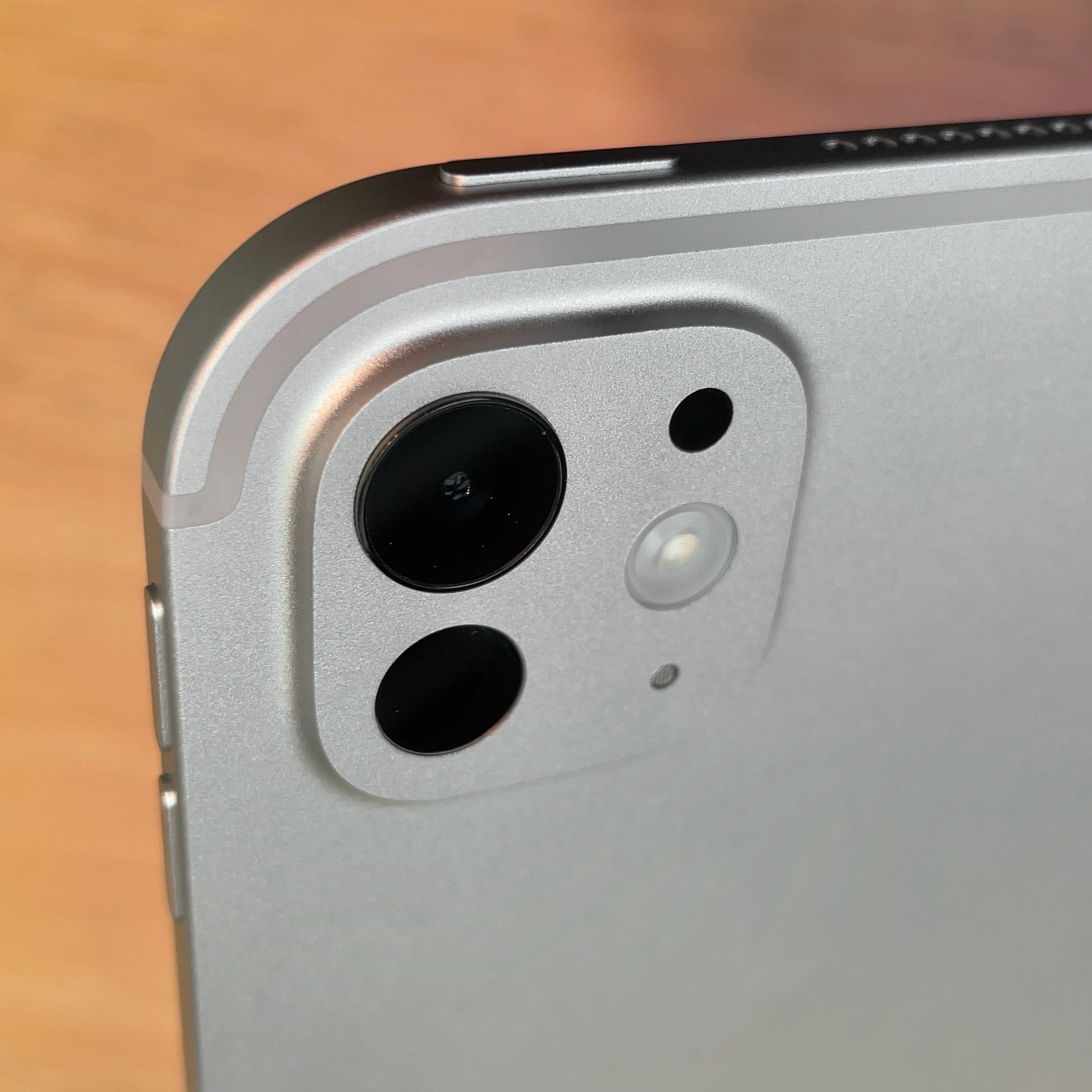
Caméra arrière avec son capteur Lidar.

Contrairement aux iPad Pro précédents, qui sont équipés d'un appareil photo ultra-large de 12 MP et de 10 MP, cet iPad Pro n'est équipé que d'un appareil photo de 12 MP, d'un capteur Lidar et d'un flash True Tone amélioré. Les iPad Pro sont également équipéès d'une caméra frontale orientée paysage,. La puce M4 dispose d'options de processeur à 9 et 10 cœurs.

### Connectivité
L'iPad Pro de 7e génération comprend un port USB-C pour charger et connecter des accessoires. Il prend en charge Thunderbolt 3 et USB 4 avec prise en charge du chargement et des vitesses de transfert jusqu'à 40 Go/s. Les iPad Pro prennent en charge l'Apple Pencil Pro, l'Apple Pencil USB-C et un nouveau clavier Magic Keyboard doté d'une nouvelle disposition du clavier. L'appareil est également doté d'une connectivité WiFi 6E et Bluetooth 5.3 sur tous les modèles, les modèles cellulaires ajoutant la prise en charge 5G inférieure à 6 GHz.

## Polémique autour de la publicité «Crush!»
La publicité initiale pour l'iPad Pro, intitulée « Crush! », est critiquée pour avoir représenté divers instruments artistiques et livres détruits par une presse hydraulique et symboliquement compressés dans un iPad Pro. La publicité est initialement publiée sur le compte X du PDG Tim Cook et sur la chaîne YouTube de l'entreprise. Dans une déclaration à Ad Age le 9 mai 2024, Tor Myhren, vice-président des communications marketing d'Apple, présente ses excuses, déclarant : « La créativité est dans notre ADN chez Apple, et il est extrêmement important pour nous de concevoir des produits qui donnent du pouvoir aux créatifs du monde entier. Notre objectif est de toujours célébrer la myriade de façons dont les utilisateurs s'expriment et donnent vie à leurs idées grâce à l'iPad. Nous avons raté la cible avec cette vidéo, et nous en sommes désolés. » En réponse à la controverse, Samsung publie une publicité pour sa Galaxy Tab S9 intitulée « UnCrush ». Utilisant le même décor, il met en scène une femme jouant d'une guitare endommagée provenant des décombres tout en utilisant une Tab S9 Ultra comme partition, avant de se terminer par le slogan « La créativité ne peut pas être écrasée. »

## Chronologie
| Frise des modèles d'iPad |
| ------------------------ |
|                          |

Source : Archives de la Newsroom Apple.